# Kuusivaara (kulle i Finland, Lappland, Rovaniemi, lat 67,00, long 25,12)
Kuusivaara är en kulle i Finland. Den ligger i Rovaniemi i landskapet Lappland, i den norra delen av landet, 800 km norr om huvudstaden Helsingfors. Toppen på Kuusivaara är 194 meter över havet, eller 55 meter över den omgivande terrängen. Bredden vid basen är 3,0 km.
Terrängen runt Kuusivaara är huvudsakligen platt. Runt Kuusivaara är det mycket glesbefolkat, med 2 invånare per kvadratkilometer.